# Castelnuovo di Porto
Castelnuovo di Porto é uma comuna italiana da região do Lácio, província de Roma, com cerca de 7.181 habitantes. Estende-se por uma área de 30 km², tendo uma densidade populacional de 239 hab/km². Faz fronteira com Capena, Magliano Romano, Monterotondo, Morlupo, Riano, Sacrofano.

## Demografia
| Variação demográfica do município entre 1861 e 2011                               |
|                                                                                   |
| Fonte: Istituto Nazionale di Statistica (ISTAT) - Elaboração gráfica da Wikipedia |